# Ludvig Adam Theodor Restorff
Ludvig Adam Theodor Restorff (* 7. August 1825 in Kopenhagen; † 22. April 1896 ebenda) war ein dänischer Maler.
Ludvig Adam Theodor Restorff war der zweite Sohn des Barbiers Christian Frederik Restorff  (1792–1854), Sohn des in Lübeck geborenen Johann Martin Restorff (1762–1833), und dessen Ehefrau Anne Margrethe Kaalund (1797–1849).
Restorff erhielt Privatunterricht von Johann Ludwig Lund und ging danach an die Königlich Dänische Kunstakademie. Er war u. a. Zeichenlehrer von Carl Bloch.
Theodor Restorff war seit 1854 verheiratet mit Henriette Margrethe Engell Olsen (1824–1911) und hatte mit ihr die Söhne Niels (1855–1909) und Vilhelm Daniel (* 1864).

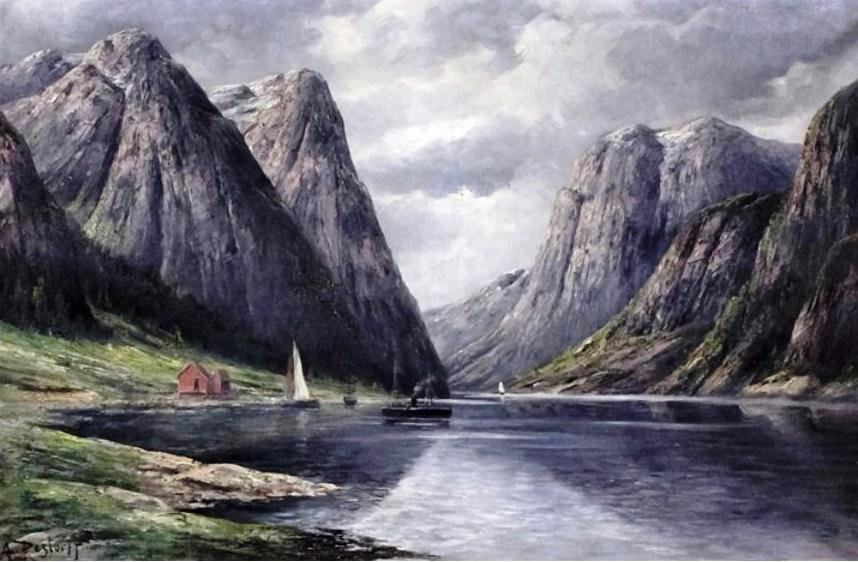
Norwegischer Fjord, signiert A. Restorff